# Liste der Monuments historiques in Saint-Utin
Die Liste der Monuments historiques in Saint-Utin führt die Monuments historiques in der französischen Gemeinde Saint-Utin auf.

## Liste der Objekte
| Bezeichnung | Beschreibung               | Standort                         | Kennzeichnung | Schutzstatus | Datum | Bild |
| ----------- | -------------------------- | -------------------------------- | ------------- | ------------ | ----- | ---- |
| Taufbecken  | Gusseisen, 16. Jahrhundert | in der Kirche St-Augustin (Lage) | PM51002356    | Inscrit      | 1975  |      |